# Huize Boschzicht

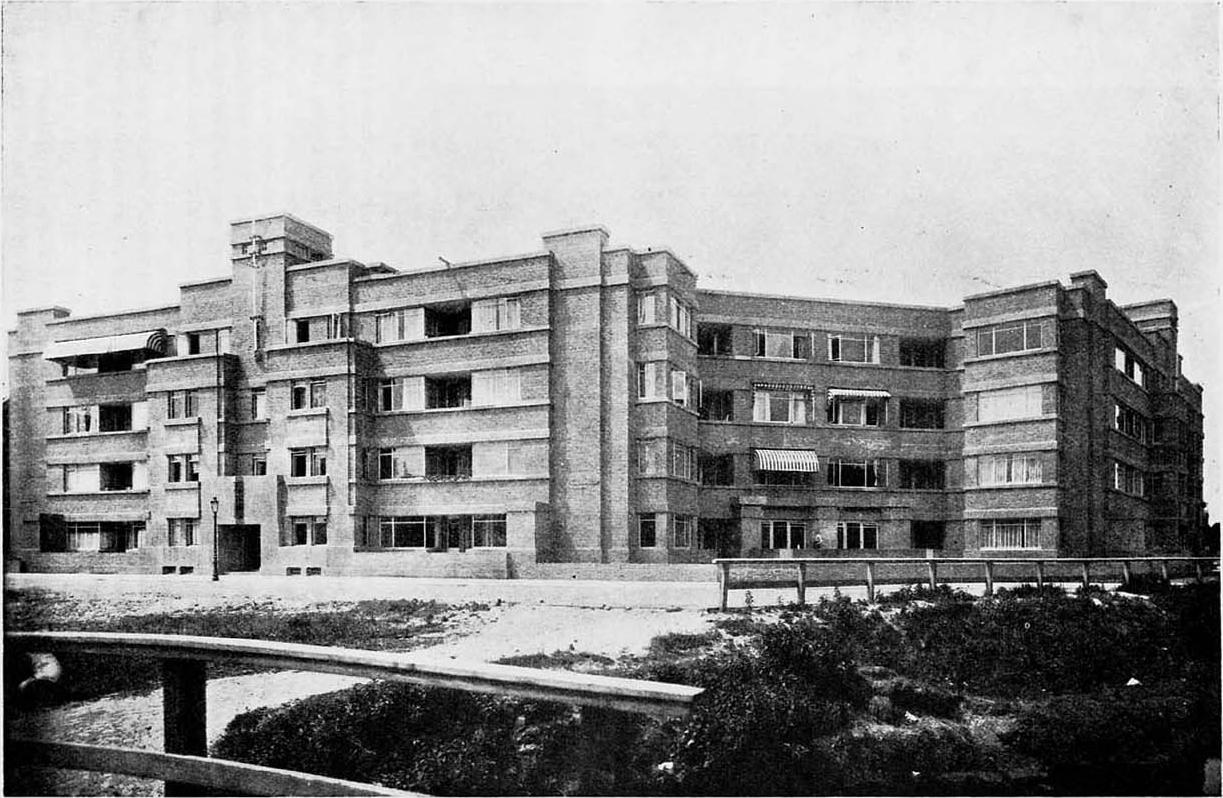
Huize Boszicht in 1922.

Huize Boschzicht is een rijksmonument in Den Haag, gebouwd in de stijl van de Nieuwe Haagse School tussen 1918 en 1920, naar een ontwerp van de architecten W. Verschoor en C. Rutten, aan de rand van de Haagse wijk het Benoordenhout.

## Architectuur en toepassing
Het gebouw ligt op de hoek van de Benoordenhoutseweg en de Neuhuyskade en was het eerste woonhotel van Nederland. Het gebouw heeft lichte ruimtes, stalen raamprofielen, banden van geborsteld beton, glas-in-loodramen (nader onderzoek moet uitwijzen of die inderdaad van Theo van Doesburg zijn), gebruik van baksteen en interne lichtschachten. De zoon van een van de twee architecten, heeft in ieder geval een van de gebrandschilderde ramen gemaakt.
Er is gebruikgemaakt van uitsluitend constructieve elementen, dus geen schijnvormen of esthetische overtolligheden en het heeft een symmetrische opzet. "Frank Lloyd Wright in Haagsche stijl" zoals een krant uit die tijd het verwoordde. Onderzoek door de Rijksdienst voor het Cultureel Erfgoed heeft opgeleverd dat de gebruikte zandsteen de variant "Maulbronner" is. Deze steensoort werd bijvoorbeeld ook in het Petroleagebouw ("De Rode Olifant") iets verderop aan de Benoordenhoutseweg en ook elders in Den Haag gebruikt, maar raakte in onbruik na de oorlog. Bij de restauratie van de buitenkant van het gebouw in 2005 is de zandsteen geheel hersteld.
Aanvankelijk was de woonvorm die van een woonhotel, vooral bedoeld voor oud-Indiëgangers die gewend waren aan veel comfort, goede voorzieningen en personeel. Op de begane grond was in dit verband een collectieve keuken, een restaurant en werden de appartementen bediend met kleine dienstliftjes. De keukens in de appartementen waren aanvankelijk beknopt en meer bedoeld als pantry dan als volwaardige keuken. Er was in de eerste jaren veel personeel: piccolo's, koks, bediening, schoonmakers, portiers.
Tijdens de Tweede Wereldoorlog werd het gehele pand door de Duitsers in gebruik genomen. Auke Kok doet in zijn nieuwe boek "Oorlogsliefde" onder andere verslag van de relatie die door de oorlogsmisdadiger Anton van der Waals in dit pand werd onderhouden.
Nu collectieve keuken en restaurant zijn afgeschaft (in die ruimtes zijn nu ook woonflats gerealiseerd) zijn er alleen nog twee huismeesters. De kelder is een verhaal apart; naar verluidt zou Prinses Beatrix hier in haar jonge jaren als kleuter nog hebben gespeeld. Op dit moment zijn er in de kelder goede opbergruimtes gecreëerd, zowel individueel als voor collectief gebruik.

## Exploitatie
Jarenlang was Reinder Zwolsman (en later diens erfgenamen) een cruciale speler in de exploitatie van het gebouw, met vele huurders. Conflictpunt tussen de VVE Huize Boschzicht en Zwolsman was o.a. een deel van de tuin, die volgens Zwolsman alsnog een bouwbestemming kon hebben, met een optie om een deel van de zijtuinen om te vormen tot toevoerwegen van het gebouw. In de loop van de tweede helft van de 20e eeuw verdwenen de erven Zwolsman uiteindelijk uit beeld en kon de VVE al het terrein in en rondom de tuin verwerven. 
De VVE heeft een tienjarenplan voor groot onderhoud dat stelselmatig wordt uitgevoerd. In de afgelopen jaren zijn zaken als het dak, de buitenmuren, de waterleiding en de centrale verwarming gerenoveerd en de komende periode staat onder meer de 'binnenboel' in de plannen.